# 恆河帶魚
恆河帶魚，为輻鰭魚綱鱸形目鯖亞目带鱼科的其中一種。分布於亞洲印度海域，本魚身體極度拉長側扁，並逐漸變細到一個點。缺腹鰭及尾鰭，胸鰭鰭棘呈鋸齒狀前緣，體銀白色半透明的背和肛門鰭膜，體長可達50公分，棲息在沿海、河口，屬肉食性，以小魚及甲殼類等為食，可做為食用魚。

## 扩展阅读
維基物種上的相關：恆河帶魚